# Fundação Gaia

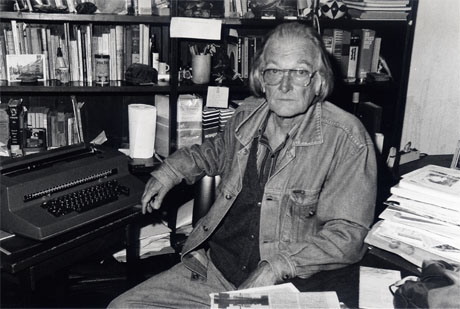
José Lutzenberger em sua casa em 1988

A Fundação Gaia é uma ONG ambientalista brasileira sem fins lucrativos e dedicada à promoção de uma cultura de respeito e proteção à natureza e de uso sustentável dos recursos naturais.

## História
A fundação foi criada em 17 de junho de 1987 pelo engenheiro agrônomo e ambientalista gaúcho José Lutzenberger. Teve sua primeira sede na casa do fundador em Porto Alegre, e hoje tem sua base em uma propriedade rural no município de Rio Pardo, a poucos quilômetros da área urbana de Pantano Grande.Ver nota:  Sua missão, consagrada em seus estatutos, é promover um desenvolvimento ecológico socialmente justo; fomentar um modelo de agricultura regenerativa; preservar a memória camponesa; desenvolver tecnologias para uso inteligente e sustentável dos recursos naturais; defender os ambientes e ecossistemas naturais e lutar pela sua regeneração quando degradados; defender a identidade cultural dos povos e minorias.
A sede de Rio Pardo leva o nome de Rincão Gaia e tem uma área de 30 hectares, antigamente degradada pela exploração de basalto, que foi sendo recuperada e tornou-se rica em biodiversidade, sendo povoada por muitas espécies silvestres, como a jaçanã, o martim-pescador, o ratão-do-banhado, a lontra, a coruja-das-torres, entre outras, e plantas como cactáceas, suculentas, carnívoras e aquáticas. A fundação foi reconhecida como de utilidade pública pela Câmara de Porto Alegre em 1993 e pelo governo federal em 1995. Recebeu da Câmara de Porto Alegre o Prêmio Ecologista do Ano José Lutzenberger em 2003. Em 2022 foi indicada membro do Conselho Gestor da Área de Proteção Ambiental da Baleia Franca e eleita para ocupar a secretaria executiva, e em 2023 foi declarada apta para votar no Conselho Nacional do Meio Ambiente.

## Atividades
A Fundação Gaia oferece uma série de atividades de educação ambiental no Rincão Gaia, como cursos, oficinas, seminários, trilhas e visitas guiadas; ministra técnicas de manejo de lavouras, hortas e criações de animais, e oferece atendimento a grupos que buscam, no contato com a natureza, um aperfeiçoamento ou regeneração espiritual e um aprendizado em um modelo global de vida saudável. Nas palavras de Christian Goldschmid, coordenador cultural da Fundação em 2009, com essas atividades "podemos mostrar como é possível integrar a tecnologia e produção de energia sem agredir a natureza, produzir alimentos livres de agrotóxicos, evitar o desperdício da água e até indicar uma fonte de renda a partir do artesanato com elementos da natureza". Há acomodações para pernoite de pequenos grupos. Segundo Steil, Carvalho & Pastori, "os marcadores físicos presentes na paisagem e os sentidos reiterados nas narrativas dos educadores ambientais e nos textos de divulgação turística tornam o Rincão Gaia um lugar privilegiado de corporificação de uma certa cultura ecológica. Cultura esta que abarca valores, sentimentos, visões de mundo e experiências pessoais e coletivas em que os sentidos da ecologia se imbricam com os sentidos da espiritualidade e da saúde". Segundo Möllmann, Ripoll & Kirchof, hoje o Rincão "se configura como um patrimônio natural brasileiro, em virtude de sua importância não apenas para a identidade e a memória da comunidade local, mas também e principalmente por ter se tornado uma referência enquanto espaço de educação para promover o respeito e a preservação da natureza".
Desde 2001 a Fundação mantém um projeto em Garopaba, estado de Santa Catarina, o Projeto Gaia Village, destinado a sensibilizar a população sobre os princípios que defende, atuando principalmente através do Programa de Educação Ambiental Mostra Prof. José Lutzenberger, que foi incluído nas políticas públicas municipais, alcança toda a rede escolar pública e tem voz na Comissão Interinstitucional de Educação Ambiental da Secretaria de Desenvolvimento Sustentável Econômico de Santa Catarina, no Conselho Municipal de Meio Ambiente, no Conselho Municipal de Educação, no Conselho de Desenvolvimento Municipal e no Conselho Municipal dos Direitos da Criança e do Adolescente.